# Olympische Sommerspiele 1988/Teilnehmer (Brasilien)
| Gelbes Symbol für Goldmedaillen mit stilisierten Olympischen Ringen | Graues Symbol für Silbermedaillen mit stilisierten Olympischen Ringen | Braundes Symbol für Bronzemedaillen mit stilisierten Olympischen Ringen |
| ------------------------------------------------------------------- | --------------------------------------------------------------------- | ----------------------------------------------------------------------- |
| 1                                                                   | 2                                                                     | 3                                                                       |

Brasilien nahm an den Olympischen Sommerspielen 1988 in Seoul, Südkorea, mit einer Delegation von 160 Sportlern (127 Männer und 33 Frauen) teil.

## Medaillengewinner

### Gold
| Name           | Sportart | Wettkampf         |
| -------------- | -------- | ----------------- |
| Aurélio Miguel | Judo     | Halbschwergewicht |

### Silber
| Name(n) | Sportart       | Wettkampf        |
| --- | -------------- | ---------------- |
| Ademir, Aloísio, Batista, Bebeto, Valdo, Careca, Ze Carlos, André Cruz, Edmar, Milton, Jorginho, Mazinho, Neto, Ricardo Gomes, João Paulo, Romário, Andrade, Geovani Silva, Cláudio Taffarel & Luís Carlos Winck | Fußball        | Herrenwettbewerb |
| Joaquim Cruz | Leichtathletik | 800 Meter        |

### Bronze
| Name(n)                      | Sportart       | Wettkampf |
| ---------------------------- | -------------- | --------- |
| Robson da Silva              | Leichtathletik | 200 Meter |
| Nelson Falcão & Torben Grael | Segeln         | Star      |
| Lars Grael & Clinio Freitas  | Segeln         | Tornado   |

## Teilnehmer nach Sportarten

### Basketball
- Herrenteam
Gerson Victalino
Israel
Pipoka
Jorge Guerra
Luiz de Azevedo
Marcel
Maury
Cadum
Oscar Schmidt
Paulinho Villas Boas
Paulo da Silva
Rolando

### Bogenschießen
- Emilio Dutra e Melo
Einzel: 43. Platz

- Jorge Azevedo
Einzel: 62. Platz

### Boxen
- Joilson Santana
Bantamgewicht: 17. Platz

- Wanderley Oliveira
Weltergewicht: 33. Platz

- Peter Silva
Halbmittelgewicht: 9. Platz

### Fechten
- Antônio Machado
Florett, Einzel: 51. Platz
Degen, Einzel: 30. Platz
Degen, Mannschaft: 15. Platz

- Roberto Lazzarini
Florett, Einzel: 54. Platz
Degen, Einzel: 42. Platz
Degen, Mannschaft: 15. Platz

- Douglas Fonseca
Florett, Einzel: 59. Platz
Degen, Einzel: 35. Platz
Degen, Mannschaft: 15. Platz

- Régis Avila
Degen, Mannschaft: 15. Platz
Säbel, Einzel: 40. Platz

### Fußball
- Herrenteam
Silber

- Kader
Ademir
Aloísio
Batista
Bebeto
Valdo
Careca
Ze Carlos
André Cruz
Edmar
Milton
Jorginho
Mazinho
Neto
Ricardo Gomes
João Paulo
Romário
Andrade
Geovani Silva
Cláudio Taffarel
Luís Carlos Winck

### Gewichtheben
- Edvaldo Santos
Leichtgewicht: 17. Platz

- Emilson Dantas
Halbschwergewicht: 21. Platz

### Judo
- Sérgio Pessoa
Superleichtgewicht: 9. Platz

- Ricardo Cardoso
Halbleichtgewicht: 20. Platz

- Luiz Onmura
Leichtgewicht: 13. Platz

- Ezequiel Paraguassu
Halbmittelgewicht: 34. Platz

- Wálter Carmona
Mittelgewicht: 13. Platz

- Aurélio Miguel
Halbschwergewicht: Gold

- Frederico Flexa
Schwergewicht: 11. Platz

### Leichtathletik
- Robson da Silva
100 Meter: 5. Platz
200 Meter: Bronze

- Arnaldo da Silva
100 Meter: Halbfinale

- Jailto Bonfim
100 Meter: Vorläufe

- Gérson de Souza
400 Meter: Halbfinale

- Sérgio de Menezes
400 Meter: Vorläufe

- Joaquim Cruz
800 Meter: Silber 
1500 Meter: Vorläufe

- José Luíz Barbosa
800 Meter: 6. Platz
1500 Meter: Vorläufe

- Agberto Guimarães
800 Meter: Vorläufe

- Diamantino dos Santos
Marathon: 48. Platz

- Ivo Rodrígues
Marathon: 56. Platz

- Adauto Domingues
3000 Meter Hindernis: Halbfinale

- Marcelo Palma
20 Kilometer Gehen: 45. Platz

- Jorge da Silva
Dreisprung: 22. Platz in der Qualifikation

- Abcélvio Rodrigues
Dreisprung: 34. Platz in der Qualifikation

- Maria Magnólia Figueiredo
Frauen, 200 Meter: Viertelfinale
Frauen, 400 Meter: Viertelfinale
Frauen, 4 × 400 Meter: Vorläufe

- Soraya Telles
Frauen, 800 Meter: Halbfinale
Frauen, 4 × 400 Meter: Vorläufe

- Angélica de Almeida
Frauen, Marathon: 44. Platz

- Tânia Miranda
Frauen, 4 × 400 Meter: Vorläufe

- Suzete Montalvão
Frauen, 4 × 400 Meter: Vorläufe

- Conceição Geremias
Frauen, Siebenkampf: 22. Platz

### Radsport
- Cássio Freitas
Straßenrennen, Einzel: 20. Platz
100 Kilometer Mannschaftszeitfahren: 18. Platz

- Wanderley Magalhães
Straßenrennen, Einzel: 63. Platz
100 Kilometer Mannschaftszeitfahren: 18. Platz

- Marcos Mazzaron
Straßenrennen, Einzel: 66. Platz
100 Kilometer Mannschaftszeitfahren: 18. Platz

- César Daneliczen
100 Kilometer Mannschaftszeitfahren: 18. Platz

- Clóvis Anderson
1000 Meter Einzelzeitfahren: 10. Platz
4000 Meter Mannschaftsverfolgung: 19. Platz in der Qualifikation

- Antônio Silvestre
4000 Meter Einzelverfolgung: 20. Platz in der Qualifikation
4000 Meter Mannschaftsverfolgung: 19. Platz in der Qualifikation

- Paulo Jamur
4000 Meter Mannschaftsverfolgung: 19. Platz in der Qualifikation

- Fernando Louro
4000 Meter Mannschaftsverfolgung: 19. Platz in der Qualifikation
Punktefahren: 24. Platz

### Reiten
- Vitor Teixeira
Springreiten, Einzel: Finale
Springreiten, Mannschaft: 8. Platz

- André Johannpeter
Springreiten, Einzel: Finale
Springreiten, Mannschaft: 8. Platz

- Paulo Stewart
Springreiten, Einzel: In der Qualifikation ausgeschieden
Springreiten, Mannschaft: 8. Platz

- Christina Johannpeter
Springreiten, Einzel: In der Qualifikation ausgeschieden
Springreiten, Mannschaft: 8. Platz

### Ringen
- Roberto Neves Filho
Halbschwergewicht, griechisch-römisch: Gruppenphase
Halbschwergewicht, Freistil: Gruppenphase

- Floriano Spiess
Schwergewicht, griechisch-römisch: Gruppenphase
Schwergewicht, Freistil: Gruppenphase

### Rudern
- Dênis Marinho
Einzel: Viertelfinale

- Ricardo de Carvalho
Zweier ohne Steuermann: 10. Platz

- Ronaldo de Carvalho
Zweier ohne Steuermann: 10. Platz

- Nilton Alonço
Zweier mit Steuermann: Viertelfinale

- Flávio de Melo
Zweier mit Steuermann: Viertelfinale

- Ángelo Roso Neto
Zweier mit Steuermann: Viertelfinale

- Marcos Arantes
Vierer ohne Steuermann: Viertelfinale

- Fernando Fantoni
Vierer ohne Steuermann: Viertelfinale

- Oswaldo Kuster Neto
Vierer ohne Steuermann: Viertelfinale

- Waldemar Trombetta
Vierer ohne Steuermann: Viertelfinale

### Schießen
- Delival Nobre
Schnellfeuerpistole: 24. Platz

- Rodrigo Bastos
Trap: 40. Platz

- Tânia Mara Fassoni-Giansante
Frauen, Luftpistole: 27. Platz
Frauen, Sportpistole: 32. Platz

- Maria Amaral
Frauen, Luftpistole: 31. Platz
Frauen, Sportpistole: 22. Platz

### Schwimmen
- José Moreira
50 Meter Freistil: 33. Platz

- Jorge Luiz Leite
50 Meter Freistil: 37. Platz
100 Meter Freistil: 33. Platz
4 × 100 Meter Freistil: 12. Platz
4 × 200 Meter Freistil: 12. Platz

- Emanuel Fortes
100 Meter Freistil: 37. Platz
4 × 100 Meter Freistil: 12. Platz
4 × 200 Meter Freistil: 12. Platz
200 Meter Schmetterling: 36. Platz
4 × 100 Meter Lagen: 18. Platz

- Cristiano Michelena
200 Meter Freistil: 23. Platz
400 Meter Freistil: 23. Platz
1500 Meter Freistil: 26. Platz
4 × 100 Meter Freistil: 12. Platz
4 × 200 Meter Freistil: 12. Platz

- Júlio López
200 Meter Freistil: 30. Platz
4 × 100 Meter Freistil: 12. Platz
4 × 200 Meter Freistil: 12. Platz
200 Meter Lagen: 26. Platz

- David Castro
400 Meter Freistil: 33. Platz
1500 Meter Freistil: 32. Platz

- Rogério Romero
100 Meter Rücken: 20. Platz
200 Meter Rücken: 8. Platz
4 × 100 Meter Lagen: 18. Platz

- Wladimir Ribeiro
100 Meter Rücken: 38. Platz
200 Meter Rücken: 33. Platz
100 Meter Schmetterling: 32. Platz

- Cicero Torteli
100 Meter Brust: 37. Platz
200 Meter Brust: 44. Platz
4 × 100 Meter Lagen: 18. Platz

- Eduardo Poli
100 Meter Schmetterling: 26. Platz
200 Meter Schmetterling: 34. Platz
4 × 100 Meter Lagen: 18. Platz

- Renato Ramalho
200 Meter Lagen: 29. Platz
400 Meter Lagen: 24. Platz

- Adriana Pereira
Frauen, 50 Meter Freistil: 17. Platz
Frauen, 100 Meter Freistil: 34. Platz
Frauen, 4 × 100 Meter Freistil: 11. Platz

- Monica Rezende
Frauen, 50 Meter Freistil: 31. Platz
Frauen, 4 × 100 Meter Freistil: 11. Platz

- Isabelle Vieira
Frauen, 100 Meter Freistil: 37. Platz
Frauen, 4 × 100 Meter Freistil: 11. Platz

- Patricia Amorim
Frauen, 200 Meter Freistil: 25. Platz
Frauen, 400 Meter Freistil: 24. Platz
Frauen, 800 Meter Freistil: 21. Platz
Frauen, 4 × 100 Meter Freistil: 11. Platz

### Segeln
- Bernardo Arndt
470er: 10. Platz

- Carlos Wanderley
470er: 10. Platz

- George Rebello
Windsurfen: 16. Platz

- Jorge Zarif
Finn-Dinghy: 19. Platz

- Nelson Falcão
Star: Bronze

- Torben Grael
Star: Bronze

- Clinio Freitas
Tornado: Bronze

- Lars Grael
Tornado: Bronze

- Christoph Bergmann
Soling: 5. Platz

- José Augusto Dias
Soling: 5. Platz

- Daniel Adler
Soling: 5. Platz

- José Paulo Dias
Soling: 5. Platz

- Alan Adler
Flying Dutchman: 7. Platz

- Marcus Temke
Flying Dutchman: 7. Platz

- Cinthia Knoth
Frauen, 470er: 16. Platz

- Márcia Pellicano
Frauen, 470er: 16. Platz

### Synchronschwimmen
- Paula Carvalho
Einzel: 15. Platz

- Érika MacDavid
Einzel: Vorrunde
Duett: 12. Platz

- Eva Riera
Einzel: Vorrunde
Duett: 12. Platz

### Tennis
- Luiz Mattar
Einzel: 33. Platz
Doppel: 9. Platz

- Ricardo Acioly
Doppel: 9. Platz

- Gisele Miró
Frauen, Einzel: 17. Platz

### Tischtennis
- Cláudio Kano
Einzel: 41. Platz
Doppel: 17. Platz

- Carlos Kawai
Einzel: 49. Platz
Doppel: 17. Platz

### Turnen
- Gil Pinto
Einzelmehrkampf: 84. Platz in der Qualifikation
Barren: 88. Platz in der Qualifikation
Bodenturnen: 68. Platz in der Qualifikation
Pferdsprung: 83. Platz in der Qualifikation
Reck: 70. Platz in der Qualifikation
Ringe: 86. Platz in der Qualifikation
Seitpferd: 86. Platz in der Qualifikation

- Luísa Ribeiro
Frauen, Einzelmehrkampf: 35. Platz
Frauen, Bodenturnen: 57. Platz in der Qualifikation
Frauen, Pferdsprung: 55. Platz in der Qualifikation
Frauen, Schwebebalken: 34. Platz in der Qualifikation
Frauen, Stufenbarren: 44. Platz in der Qualifikation

### Volleyball
- Männerteam
4. Platz

- Kader
Amauri Ribeiro
Andre Felippe Ferreira
Antonio Carlos Gouveia
Domingo Lampariello Neto
José Montanaro
Leonídio de Pra
Maurício Lima
Paulo Andre Silva
Wagner Rocha
Paulo Roese
Renan Dal Zotto
William Carvalho Silva

- Frauenteam
6. Platz

- Kader
Ana Lúcia Barros
Ana Beatriz Moser
Ana Ramos
Ana Richa
Eliana da Costa
Fernanda Venturini
Kerly Santos
Márcia Regina Cunha
Maria Trade
Sandra Suruagy
Simone Storm
Vera Leme

### Wasserspringen
- Angela Ribeiro
Frauen, Kunstspringen: 19. Platz in der Qualifikation